# Aliança Socialista (Burkina Faso)
L'Aliança Socialista (francès: Alliance Socialiste, sigles AS) va ser una coalició política de Burkina Faso, consistent en el Moviment Popular pel Socialisme / Partit Federal del Dr. Emile Paré i el Partit Socialista Unificat de Benoît Lompo. A les eleccions presidencials del 13 de novembre del 2005, el seu candidat Pargui Emile Paré va guanyar el 0,87% del vot popular.